# Triaspis prima
Triaspis prima är en stekelart som först beskrevs av Brethes 1925.  Triaspis prima ingår i släktet Triaspis och familjen bracksteklar. Inga underarter finns listade i Catalogue of Life.